# Nagroda im. Edwarda Warnera
Nagroda im. Edwarda Warnera – wyróżnienie przyznawane przez Radę ICAO osobom lub instytucjom za szczególne zasługi dla międzynarodowego lotnictwa cywilnego. Nazwa nagrody upamiętnia Edwarda Warnera, pierwszego przewodniczącego Rady ICAO.
Na nagrodę składają się medal i certyfikat. Medal wykonany jest ze złota z wyrytym nazwiskiem wyróżnionego. W certyfikacie opisane są zasługi, za które przyznano nagrodę. Nagroda Edwarda Warnera jest uznawana za najwyższe wyróżnienie w światowej społeczności lotniczej, gdyż przyznawana jest przez ICAO w imieniu wszystkich państw członkowskich organizacji.
Nominacje do nagrody przyjmuje pięcioosobowy komitet Rady ICAO. Rada przyznaje nagrodę nie częściej niż co trzy lata na wniosek komitetu.

## Odznaczeni Nagrodą Edwarda Warnera
- 1959: Albert Plesman, Holandia
- 1961: Międzynarodowa Federacja Lotnicza
- 1963: Max Hymans, Francja
- 1965: William Hildred, Wielka Brytania
- 1968: Henri Bouché, Francja
- 1971: Ruben Martin Berta, Brazylia
- 1972: ASECNA, Agencja bezpieczeństwa żeglugi powietrznej Afryki i Madagaskaru
- 1973: Shizuma Matsuo, Japonia
- 1974: Alex Meyer, Niemcy
- 1975: Charles Lindbergh, USA
- 1976: COCESNA, Corporación Centroamericana de Servicios de Navegación Aérea
- 1977: Mohammed Soliman El Hakim, Egipt
- 1978: Donald Anderson, Australia
- 1979: Agnar Kofoed-Hansen, Islandia
- 1980: Indalecio Rego Fernandez, Hiszpania
- 1981: Harry George Armstrong, USA
- 1982: Werner Guldimann, Szwajcaria
- 1983: Knut Hammarskjöld, Szwecja
- 1984: Maurice Bellonte, Francja
- 1985: Aleksandr Aksenow, ZSRR
- 1986: J.R.D. Tata, Indie
- 1988: Aeronautical Radio of Thailand, Ltd. (AEROTHAI), Tajlandia
- 1989: Anesia Pinheiro Machado, Brazylia
- 1990: Igor Sikorski, Rosja
- 1991: K.N.E. Bradfield, Australia
- 1992: Edward R.K. Dwemoh, Ghana
- 1993: Arnold Kean, Wielka Brytania
- 1994: Bacharuddin Jusuf Habibie, Indonezja
- 1995: Elrey Borge Jeppesen, USA
- 1996: The Institute of Air and Space Law of McGill University, Kanada
- 1997: Tatiana Anodina, Rosja
- 1998: Kenneth Rattray, Jamajka
- 1999: Jerome F. Lederer, USA
- 2000: Singapore Aviation Academy, Singapur
- 2001: Petro Bałabujew, Ukraina
- 2002: International Academy of Aviation and Space Medicine
- 2004: Brian O'Keeffe, Australia
- 2007: Silvio Finkelstein, Argentyna
- 2010: Nicolas Mateesco Matte, Rumunia